# سيمون إيميت
سيمون إيميت (بالإنجليزية: Simon Emmett)‏ هو مصور بريطاني، ولد في 1969.

## وصلات خارجية
- الموقع الرسمي
- سيمون إيميت على موقع ميوزك برينز (الإنجليزية)